# Absolom (Band)
Absolom ist ein belgisches Trance-Projekt. Mitglieder sind DJ, Remixer und Produzent Christophe Chantzis (* Christophe Steve Fotini Chantzis), DJ Jimmy Goldschmitz und Sängerin Pascale Feront.

## Geschichte
Christophe Chantzis, auch bekannt als DJ Jam und DJ Glenn, ist neben Absolom Mitglied von Astroline, Chantzis & Vanspauwen, DJ Jan & Christophe Chantzis, Illusion, Kraxler & Schwartz, Perfect Sphere, Sluts und Time Sliders. Andere Projekte von Jimmy Goldschmitz heißen Capone, Liquid-D und Moira. Die beiden DJs fanden sich Mitte der 1990er Jahre in der belgischen Club-Szene für ihr erstes gemeinsames Projekt zusammen. Sänger Pascale Feront komplettierte wenig später Absolom.
Die Live-Besetzung des Dance-Acts bestand aus Sängerin Pascale, Christophe als Keyboarder sowie den Tänzerinnen Cindy und Ellen. Die erste Veröffentlichung war die 1997er Single Secret, die sich einige Monate nach Erscheinen in den Top 40 der deutschen Singlecharts platzieren konnte. Im Dezember 2001 gelang mit Stars der Einstieg in die US-amerikanischen Dance-Charts.

## Diskografie
Maxi-Singles
- 1997: Secret
- 1998: Where?
- 1999: The Air
- 2000: Stars
- 2008: The Air / After the Sun
- 2011: The 90’s
- 2014: Remembering the 90s